# IPlanet
iPlanet — бренд, использовавшийся совместно компаниями Sun Microsystems и Netscape Communications Corporation для программного обеспечения и услуг в период их сотрудничества, известный как «A Sun|Netscape Alliance».
После слияния AOL с Netscape аналитики говорили об интересе AOL к веб-сайту www.netscape.com и в меньшей мере к программному пакету Netscape Communicator, который, как предполагалось, должен был заменить браузер Internet Explorer, ранее используемый AOL в своих продуктах по лицензии Microsoft.
AOL заключила соглашение с корпорацией Sun Microsystems о том, что инженеры обеих компаний будут совместно работать в области развития, продвижения и поддержки программных продуктов. По условиям сделки Sun должна была платить Netscape фиксированную сумму каждый год вне зависимости от количества проданной продукции.
Бренд iPlanet уже принадлежал Sun после покупки компании i-Planet, Inc. в 1998.
В 2002 сотрудничество подошло к концу и обе компании, по условиям сделки, получили равные права на совместно разработанный код. К этому времени многие из сотрудников Netscape были переведены в Sun.
Часть ПО iPlanet, которая принадлежала Sun, легла в основу пакета Sun ONE, который с 2003 продвигается как Java Enterprise System, в связи с чем в 2003—2010 годах продукты серии предлагались Sun на рынке с префиксом Sun Java System вместо iPlanet. После того как корпорация Oracle с покупкой Sun Microsystems приобрела права на её интеллектуальную собственность, ПО снова стало предлагаться на рынке под прежним названием, теперь уже Oracle iPlanet.
AOL также продолжает продавать iPlanet под брендом Netscape.

## Продукты
Пакет iPlanet включает:
- iPlanet Directory Server (сервер LDAP), переименован в Sun Java System Directory Server
- iPlanet Web Server (веб-сервер HTTP и HTTPS), переименован в Sun Java System Web Server
- iPlanet Web Proxy Server, переименован в Sun Java System Web Proxy Server
- iPlanet Portal Server
- iPlanet Portal Search (ранее Netscape Compass)
- iPlanet Application Server
- iPlanet Messaging Server (mail-сервер SMTP, IMAP, POP3)
- iPlanet Calendar Server
- iPlanet Meta Directory
- iPlanet Instant Messaging Server

Дополнительно продавался пакет «iPlanet E-Commerce Applications», набор инструментов для создания коммерческих веб-сайтов:
- iPlanet ECXpert
- iPlanet TradingXpert
- iPlanet BuyerXpert
- iPlanet SellerXpert
- iPlanet MerchantXpert
- Netscape PublishingXpert
- iPlanet BillerXpert